# Lavagno
Lavagno é uma comuna italiana da região do Vêneto, província de Verona, com cerca de 5.961 habitantes. Estende-se por uma área de 14,65 km², tendo uma densidade populacional de 426 hab/km². Faz fronteira com Caldiero, Colognola ai Colli, Illasi, Mezzane di Sotto, San Martino Buon Albergo.

## Demografia
| Variação demográfica do município entre 1861 e 2011                               |
|                                                                                   |
| Fonte: Istituto Nazionale di Statistica (ISTAT) - Elaboração gráfica da Wikipedia |